# Сьюдад-Густаво-Диас-Ордас
Сьюдад-Густаво-Диас-Ордас (исп. Ciudad Gustavo Díaz Ordáz) — город в Мексике, штат Тамаулипас, административный центр муниципалитета Густаво-Диас-Ордас. Численность населения, по данным переписи 2010 года, составила 11 523 человека.

## Общие сведения
Название Gustavo Díaz Ordaz дано в честь президента Мексики — Густаво Диаса Ордаса.
Статус города и современное название поселение получило 20 марта 1968 года.